# Conférence d'Osaka de 1875
La Conférence d'Osaka de 1875 (大阪会議, Osaka Kaigi) est une réunion tenue par les dirigeants principaux de la restauration de Meiji à Osaka (dans le quartier de Kitahama) au Japon de janvier à février 1875 pour discuter de la création d'une assemblée représentative.

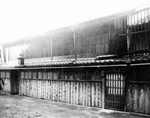
Lieu de la Conférence d'Osaka de 1875.

Les chefs présents comprenaient Toshimichi Okubo, Takayoshi Kido, Itagaki Taisuke, Hirobumi Ito, et Kaoru Inoue. En 1875, Itagaki s'était retiré du gouvernement à cause de la question du Seikanron, et prônait une démocratie représentative en tant que président du Mouvement pour la liberté et les droits du peuple. De même, en 1874, Kido s'était retiré du gouvernement à cause de son opposition à l'expédition de Taïwan de 1874.

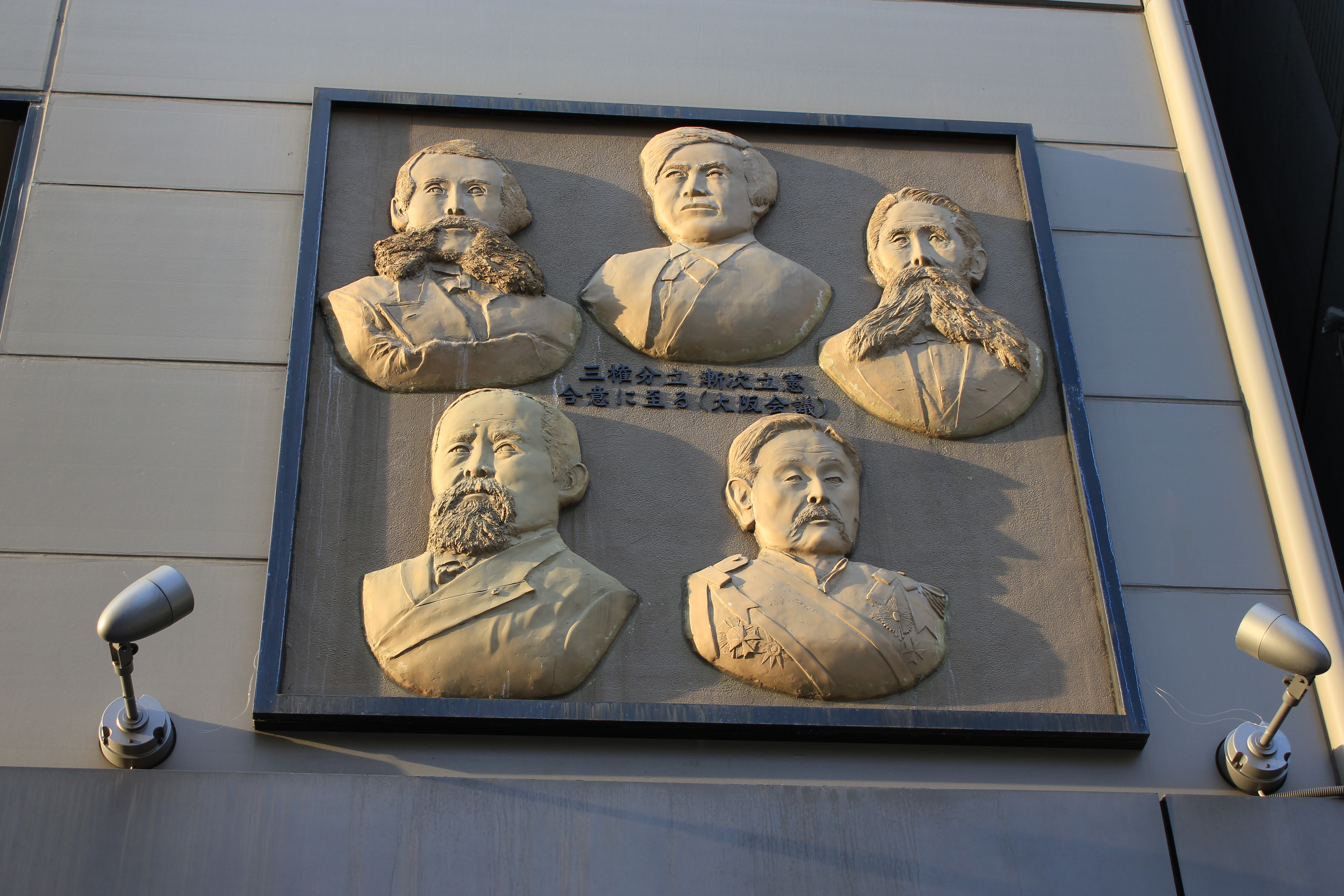
Monument commémoratif de la Conférence d'Osaka.

Les oligarques Meiji restant ont réclamé une réunion à Osaka au début de 1875 afin d'essayer de réconcilier tout le monde et de persuader Itagaki et Kido de revenir au gouvernement. Comme concessions, il a été convenu qu'un sénat (Genrōin) serait établi, avec une Assemblée des gouverneurs des préfectures. Une nouvelle Cour Suprême, appelée la Grande Cour de Cassation (Daishin-in), serait également établie pour séparer le pouvoir judiciaire des branches législatives du gouvernement.

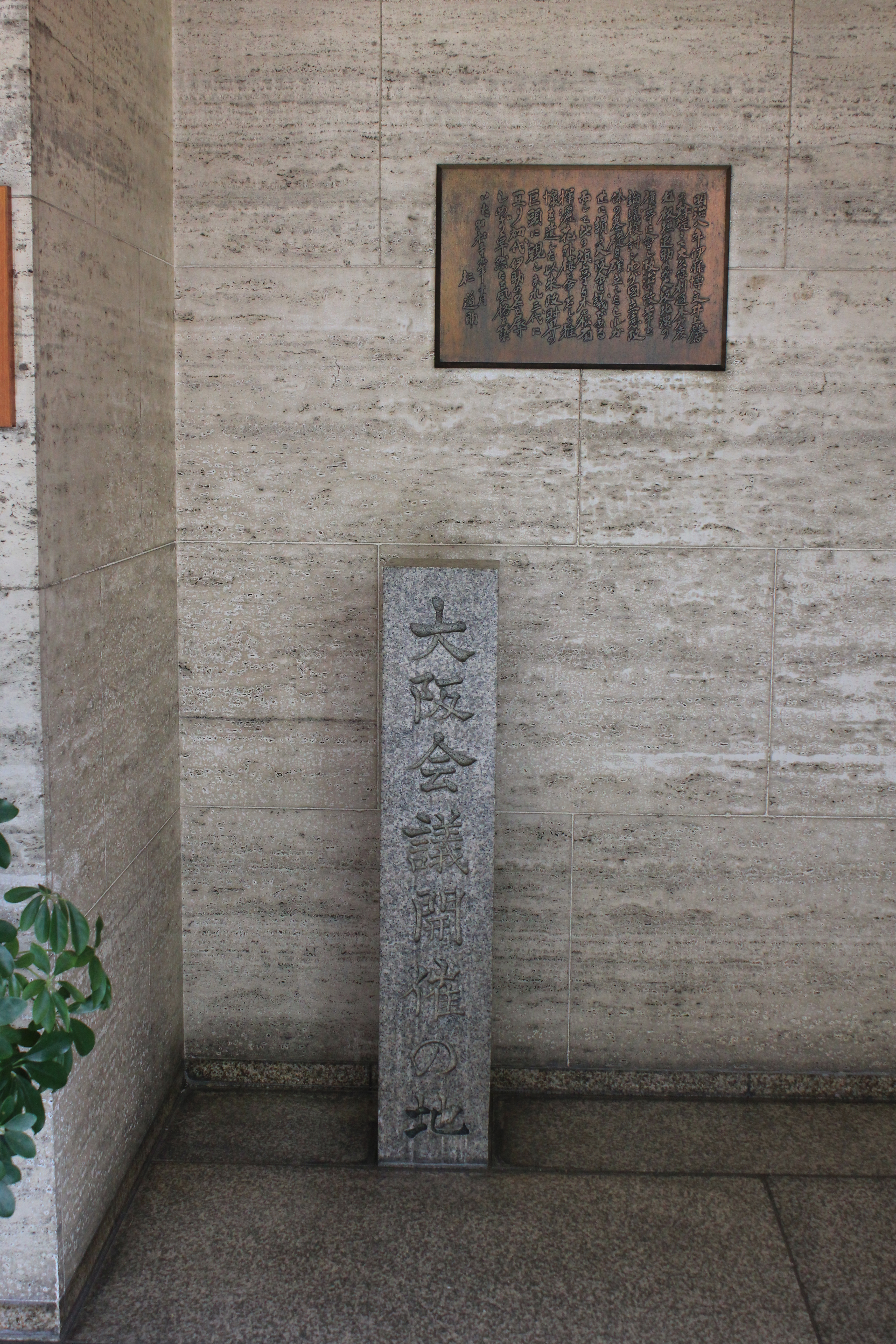
Monument commémoratif de la Conférence là où elle s'est tenue

Les décisions prises à la conférence d'Osaka ont été officiellement sanctionnées par une proclamation impériale en avril 1875.
Bien qu'en apparence, les oligarques semblaient créer une forme d'assemblée représentative, le Genrōin et l'Assemblée des gouverneurs des préfectures étaient nominatifs et non électifs, et étaient dominés par les bureaucrates conservateurs, et, la même année, les premières Lois de Préservation de la Paix ont été décrétées pour supprimer le mouvement libéral.